# Ptilorrhoa
Ptilorrhoa Peters, 1940 è un genere di uccelli passeriformi della famiglia degli Psophodidae.

## Etimologia
Il nome scientifico del genere, Ptilorrhoa, deriva dall'unione delle parole greche πτιλον (ptilon, "piuma") e ορρος (orrhos, "posteriore"), in riferimento alla densità di piume sul codione.

## Descrizione
Si tratta di uccelli di 20–24 cm di lunghezza, dall'aspetto vagamente simile a quello di un tordo, con testa arrotondata, corpo robusto, ali arrotondate, zampe forti e allungate e lunga coda dalla punta cuneiforme.
Il piumaggio presenta generalmente gola e petto chiari e orlati da una banda nera che forma anche una mascherina sugli occhi, mentre l'area dorsale è di colore bruno, azzurro o una combinazione di due a seconda della specie, e quella ventrale tende al grigio.

## Distribuzione e habitat
Il genere è diffuso in Nuova Guinea, con le varie specie che tendono a popolare la foresta pluviale in parapatria, disponendosi ad altezze differenti dalla foresta di pianura a quella montana.

## Biologia
Si tratta di uccelli diurni, che vivono da soli o in coppie, passando la maggior parte della giornata al suolo o fra i cespugli, reperendo lì il cibo (insetti e piccoli vertebrati) e nidificando nel folto della vegetazione su un ramo basso verso la fine della stagione secca.

## Tassonomia
Al genere vengono ascritte quattro specie:
Genere Ptilorrhoa
- Ptilorrhoa leucosticta (Sclater, 1874) - garrulo splendido maculato
- Ptilorrhoa caerulescens (Temminck, 1836) - garrulo splendido azzurro
- Ptilorrhoa geislerorum (Meyer, 1892) - garrulo splendido testabruna
- Ptilorrhoa castanonota (Salvadori, 1876) - garrulo splendido dorsocastano